# Berts bravader
Berts bravader er en ungdomsroman i dagbogsform af de svenske forfattere Anders Jacobsson og Sören Olsson, udgivet i 1991. Den handler om Albert (Bert Ljung) under det året han fylder 14 på forrårssemestret i 7. klasse og efterårssemestret i 8. klasse.

## Handling
Bert går i 7. og 8. klasse (7 A), og er er forelsket i en pige, Emilia, i hans klasse.